# Careysburg
Careysburg ist eine Stadt im Osten der westafrikanischen Republik Liberia, sie wurde  nach dem Baptistenprediger, Arzt und  Gründungsmitglied der American Colonization Society (ACS),  Lott Carey, benannt und befindet sich nahe der Hauptstadt Monrovia.

## Geschichte
Die zum Montserrado County gehörende Stadt wurde 1859 von ankommenden Siedlern aus den Vereinigten Staaten und der Karibikinsel Barbados gegründet. Der im Hinterland gelegene Ort wurde gewählt, um der hohen Sterblichkeitsrate der Siedler, verursacht durch  Gelbfieber und Malaria, entgegenzuwirken. Die Region um Careysburg bildete rasch ein Zentrum der Plantagenwirtschaft (Kautschuk und Kaffee). In Careysburg befindet sich eine Bahnstation, nahe der Stadt wurde der Mount-Coffee-Staudamm und das White Plains Water Treatment Plant errichtet.
Nahe Careysburg wurde ab 1964 eine Sendestation von Voice of America betrieben. Das als Gesundheitszentrum der Firestone Plantage bei Careysburg errichtete Duside Hospital erfüllt europäische Standards der Medizinversorgung.